# إعلام رقمي

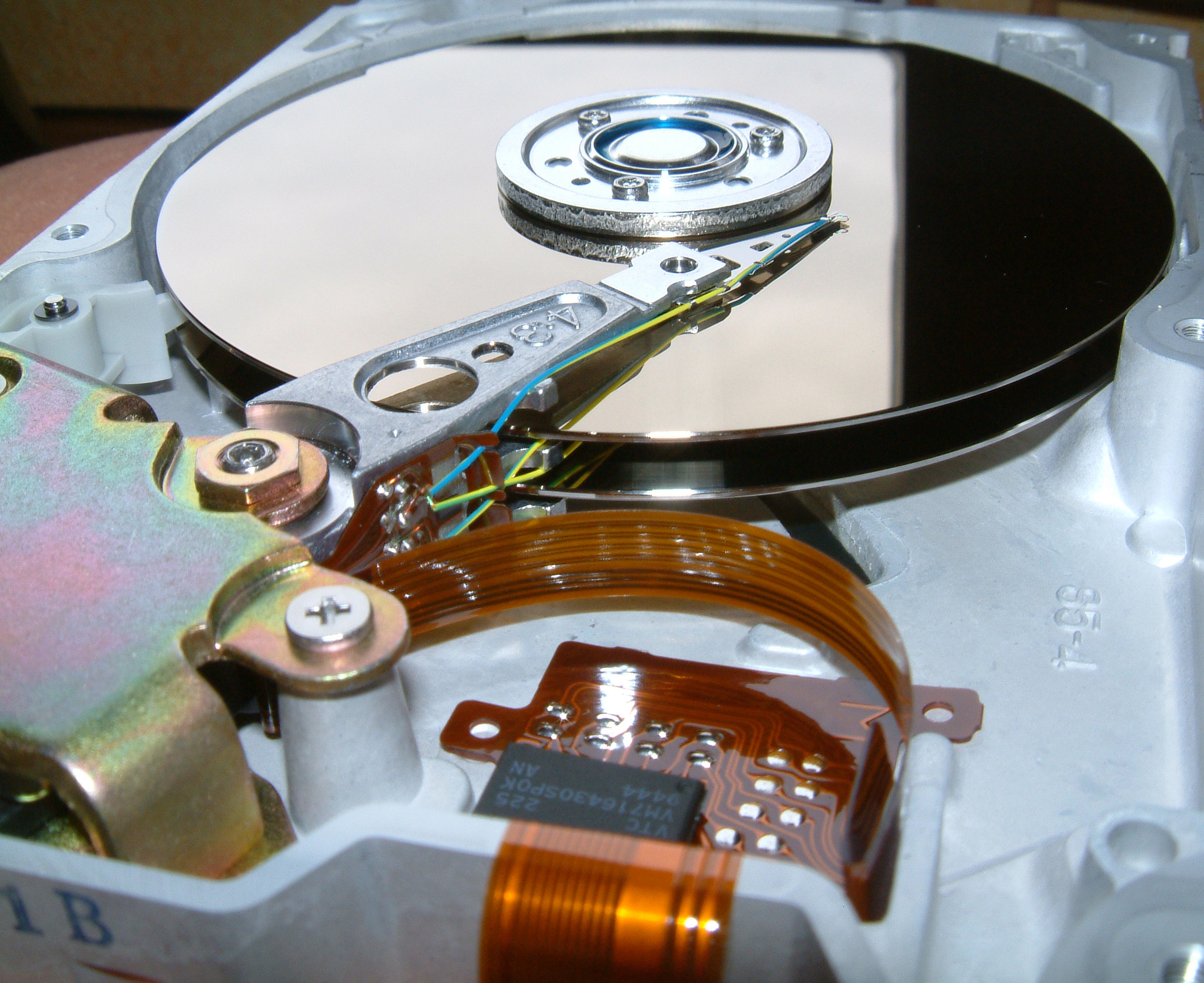
قرص صلب.

الوسائط الرقمية (بالإنجليزية: Digital media)‏ شكل من الوسائط الإلكترونية التي يتم تخزينها رقمياً (على خلاف تماثلي) ويمكن قراءتها بواسطة الآلة. يمكن أن تشير إلى الجوانب التقنية في التخزين أو الإرسال (كـ الأقراص الصلبة وشبكة الحاسوب) للمعلومات أو «المنتج النهائي»، مثل الفيديو الرقمي، الواقع المعزز، اللوحات الرقمية، والصوت الرقمي أو الفن الرقمي.
الإعلام الرقمي هو الإعلام الأكثر تعبيراً عن الإنسان لأنه ينقل أدق تفاصيل حياته وذلك بسبب استخدامه أحدث المعدات مثل للحاسوب والانترنت

## تحويل البيانات
يطلق على تحويل البيانات إلى بيانات رقمية عن طريق محول تناظري-رقمي «رقمنة» للبيانات، أو «استعيان» خاصة عند تحويل الإشارات التناظرية إلى إشارات رقمية. تستند معظم الوسائط الرقمية على نقل البيانات التناظرية إلى بيانات رقمية.